# Stortorget (Malmö)
Stortorget (vertaald: Het Hoofdplein, of Het Grote Plein) is een plein in Malmö. De bouw begon in 1538 met het afbreken van het klooster Heligandsklostret, waarvan de begraafplaats ongeveer 70% van het toekomstige plein bezette. Een notitie uit 1542 refereert aan de locatie als thet ny torg ("het nieuwe plein"). Het statige raadhuis van Malmö (Rådhuset), de grootste op dat moment in de Noordse landen, staat aan de oostkant van het plein en werd ingehuldigd in 1547.
Aan het plein staan de gouverneursresidentie, het raadhuis, het Jörgen Kocks hus, het Hotell Kramer en de Apoteket Lejonet ("Leeuwenapotheek"). In het midden van het plein staat een ruiterstandbeeld van koning Karel X Gustaaf van Zweden, gemaakt door John Börjeson in verband met de Craft and Industry Exhibition in Malmö in 1896. Het standbeeld was een initiatief van de journalist en politicus Carl Herslow en de geschiedenisprofessor Martin Weibull.
Stortorget was van oudsher het meest centrale plein van Malmö, maar met de elektrificatie van de tram werd deze rol steeds meer overgenomen door het Gustav Adolfs torg. Stortorget werd bediend door paardentrams in 1887-1907, paardenbussen in 1898-1907 en elektrische trams in 1906-1957.
Net ten zuidwesten van Stortorget ligt Lilla torg, en ongeveer 250 m recht naar het zuiden (langs Södergatan) ligt Gustav Adolfs torg. Een curiositeit: de meridiaan 13° oost loopt door Stortorget, wat betekent dat de gemiddelde zonnetijd er precies (als je op de juiste plek staat) acht minuten achterloopt op Midden-Europese Tijd (ofwel Zweedse Standaardtijd).

## Galerij

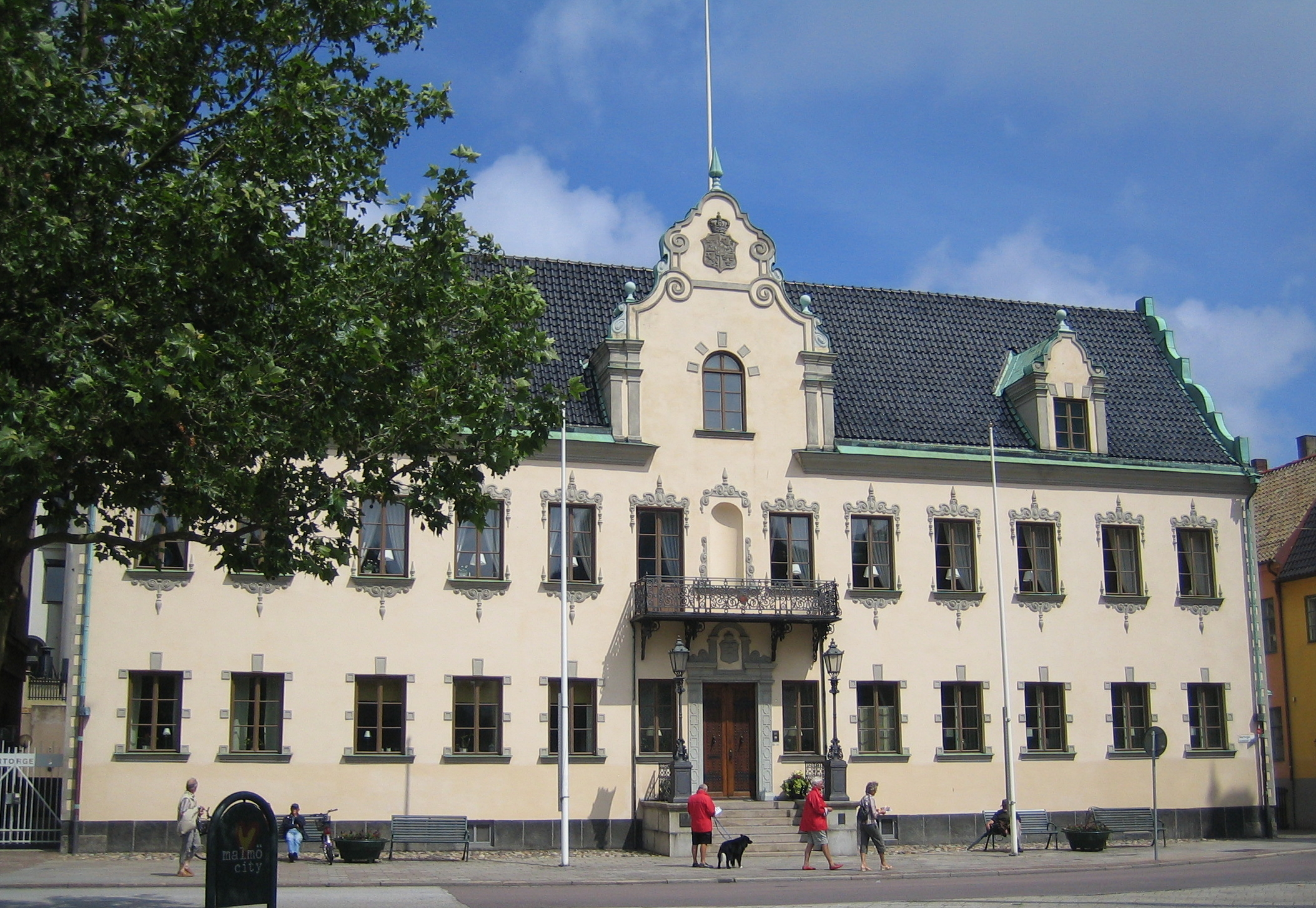
De gouverneursresidentie van de late 16e eeuw (laatst herbouwd in 1849).
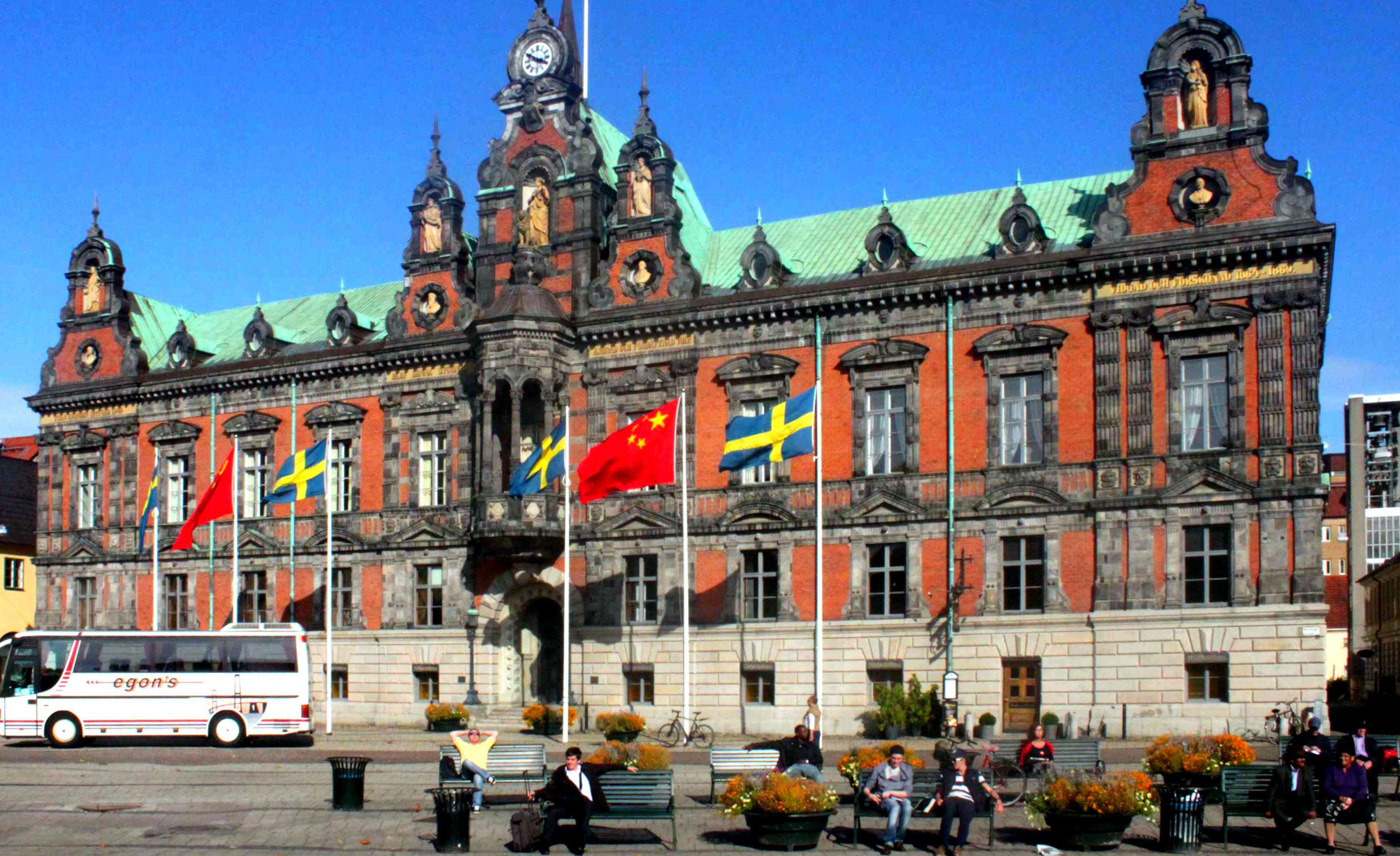
Het raadhuis van Malmö uit 1547 (laatst herbouwd in de jaren 1860).
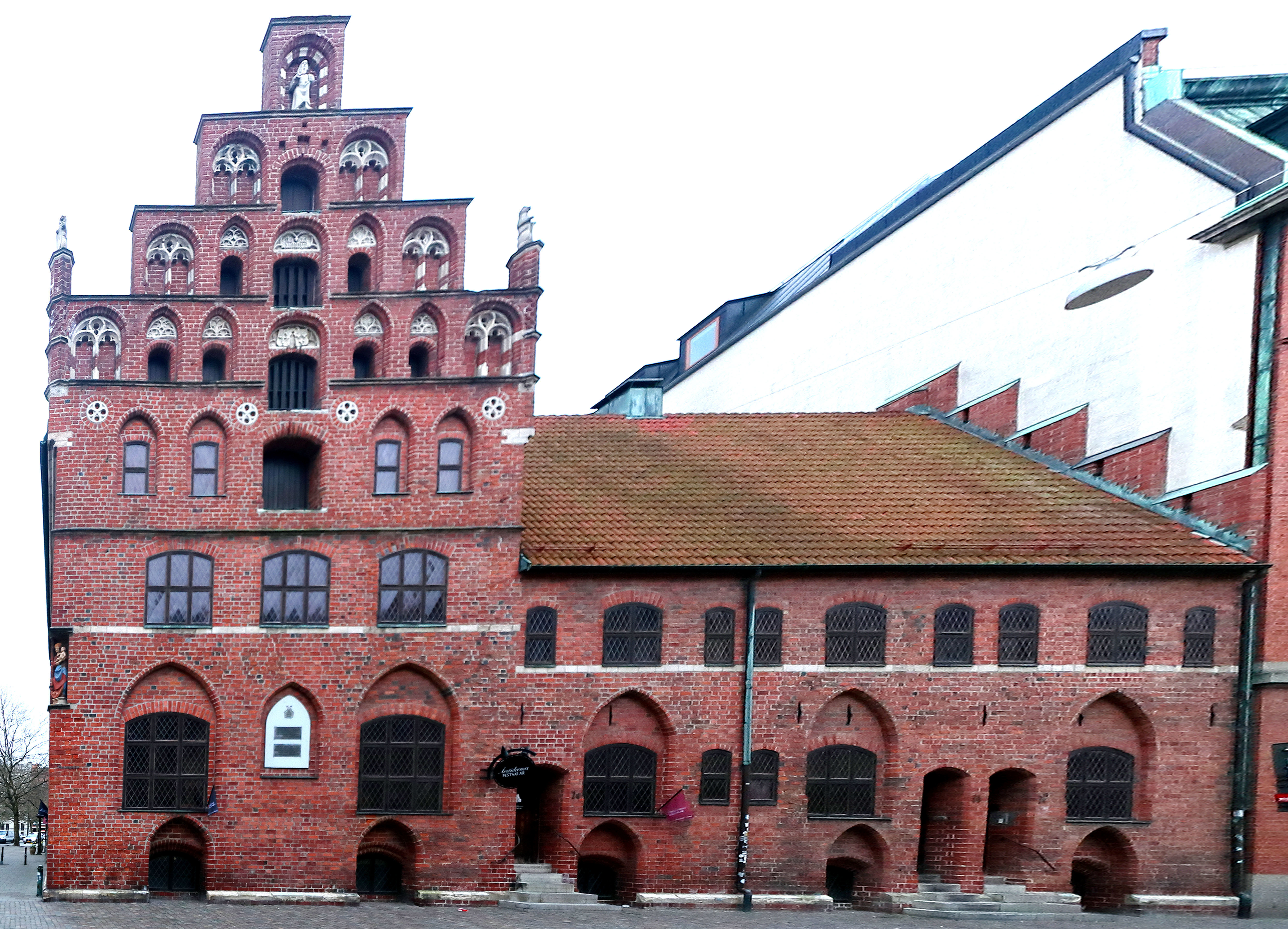
Het Jörgen Kocks hus uit 1524.
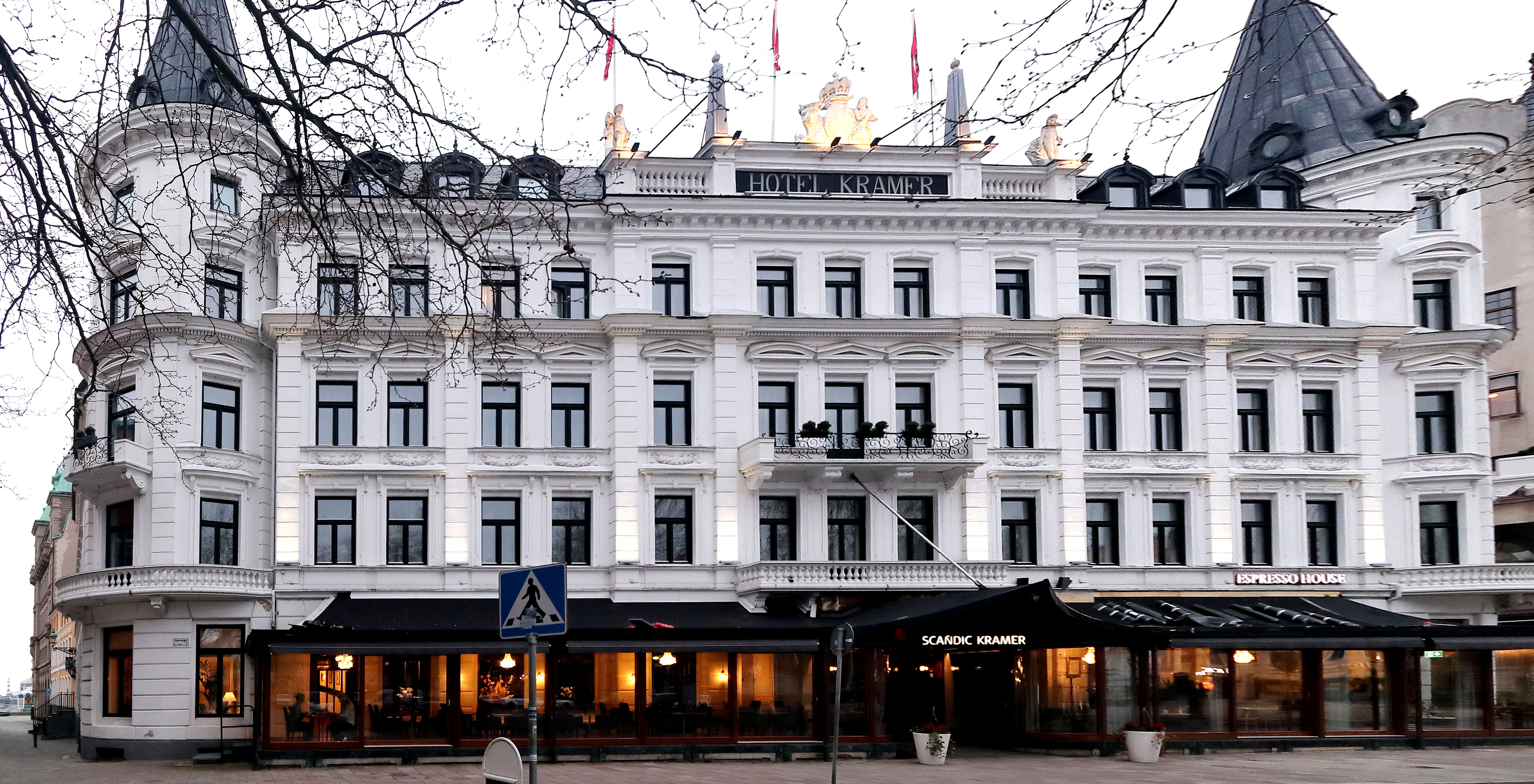
Het Hotell Kramer, gebouwd in 1875-1878.
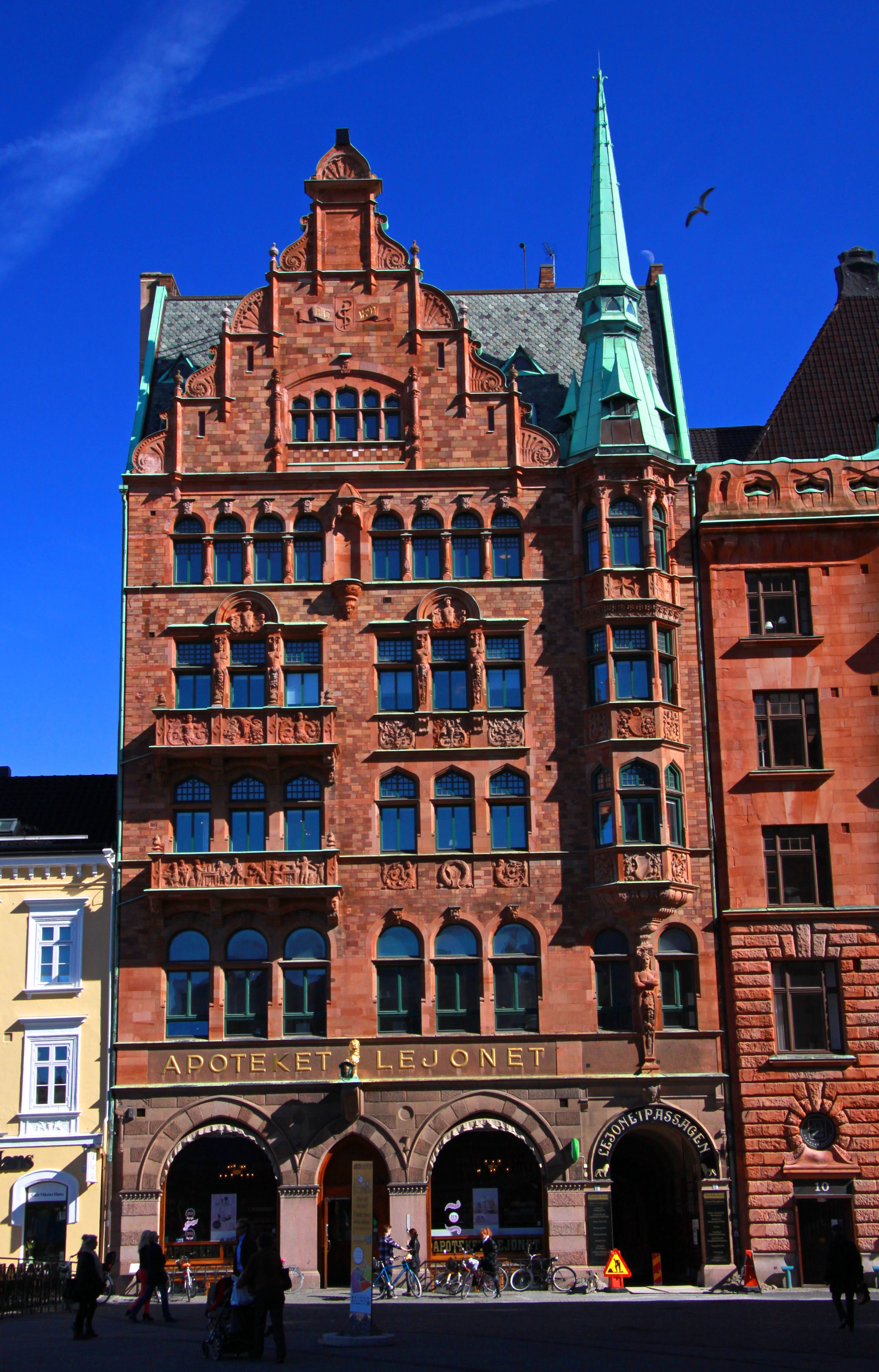
De Apoteket Lejonet uit 1575, gebouw van 1896.
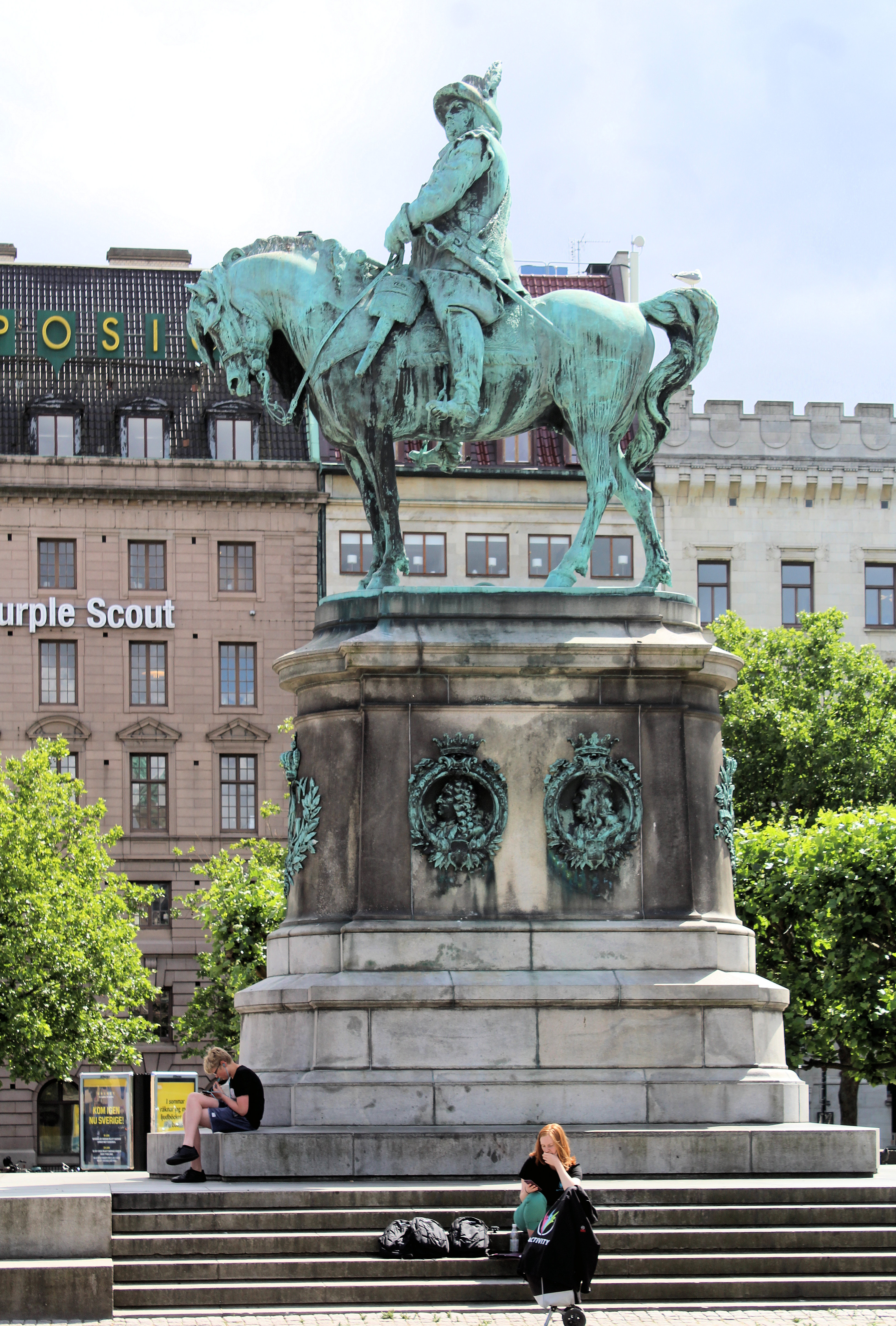
Ruiterstandbeeld van koning Karel X Gustaaf van Zweden.